# Firearms Control Regulations Act of 1975
Firearms Control Regulations Act of 1975 (česky Zákon o regulaci střelných zbraní) byl přijat městskou radou District of Columbia dne 29. června 1976 a vstoupil v platnost 24. září 1976. Zákon zakazoval obyvatelům vlastnit krátké střelné zbraně, automatické zbraně nebo poloautomatické zbraně s vysokokapacitními zásobníky, a dále zakazoval držení neregistrovaných střelných zbraní. Výjimky ze zákazu platily pro policisty a zbraně registrované před rokem 1976. Zákon také požadoval, aby střelné zbraně uchovávané v domácnosti byly "nenabité, rozložené nebo zajištěné pomocí zámku na spoušť nebo podobného zařízení“; toto bylo považováno za zákaz použití střelných zbraní k sebeobraně v domácnosti.
Dne 26. června 2008 v historicky zásadním případu District of Columbia v. Heller Nejvyšší soud Spojených států rozhodl, že tento zákaz i požadavek na zámek na spoušť porušují Druhý dodatek Ústavy Spojených států.

## Ústavnost
Zákony o zbraních ve Washingtonu, D.C. jsou mnohými považovány za nejpřísnější ve Spojených státech a byly několikrát napadany jako protiústavní, konkrétně za to, že porušující Druhý dodatek Ústavy Spojených států. Dne 9. března 2007 byly části tohoto zákona prohlášeny za protiústavní tříčlenným senátem Odvolacího soudu Spojených států pro obvod District of Columbia poměrem hlasů 2:1 ve věci District of Columbia v. Heller. Poté, co byla zamítnuta žádost města o nové projednání případu plénem soudu, město se proti rozhodnutí odvolalo k Nejvyššímu soudu Spojených států. Dne 26. června 2008 soud rozhodl, že zákaz držení zbraní a požadavek na použití zámku na spoušť porušují Druhý dodatek. Nicméně toto rozhodnutí nezakazuje všechny formy  regulace zbraní; zákony vyžadující registraci střelných zbraní zůstávají v platnosti stejně jako městský zákaz útočných zbraní (assault weapons – kontroverzní termín pro některé střelné zbraně).